# Groot-Nederlandse Studentenvereniging
De Groot-Nederlandse Studentenvereniging (GNSV) is een nationalistische, rechts-conservatieve studentenvereniging in Nederland met afdelingen in Leiden en Nijmegen. De vereniging is in 2021 in Leiden opgericht door leden van de Geuzenbond, een extreemrechtse identitaire jongerenorganisatie. De vereniging is pleitbezorger voor een Groot-Nederland en onderhoudt warme banden met de Nationalistische Studentenvereniging (NSV!), die geldt als haar Vlaamse evenknie.

## Geschiedenis en structuur
In september 2021 is de GNSV opgericht in Leiden. Het daarop volgende jaar werd het bestaan ervan aangekondigd in De Stormlamp, het blad van de Geuzenbond. Er zijn meerdere aanwijzingen die suggereren dat de twee organisaties nauw met elkaar verweven zijn. Onderzoeker Willem Wagenaar van de Anne Frank Stichting concludeerde dat het feitelijk om eenzelfde organisatie gaat. De GNSV spreekt dat tegen, en verklaart niet bij te houden of haar leden actief zijn bij andere organisaties.
In tegenstelling tot de Geuzenbond zijn leden van de GNSV wel herkenbaar in beeld in hun uitingen op sociale media. Desondanks zijn toenmalig praeses Frank Dijk en de andere twee leden van het eerste praesidium herkenbaar als leden van de Geuzenbond die gemaskerd meeliepen bij een coronademonstratie in Rotterdam in januari 2022. Daan Meershoek, de eerste praeses van de Nijmeegse afdeling, is samen met Dijk en andere GNSV-leden op een foto van de Geuzenbond herkent bij een bloemlegging bij het standbeeld van Willem I in Delft. Via open source intelligence heeft het collectief Capitol Terrorists Exposers (CTE) vastgesteld dat vele GNSV-leden ook actief zijn bij de Geuzenbond. Meershoek ontkent dat het merendeel van hun leden ook actief is bij de Geuzenbond.
De Nijmeegse tak werd in 2023 opgericht. Meershoek en enkele andere leden hebben dat jaar een lezing van Martin Sellner aan de KU Leuven bijgewoond die door de Vlaamse Nationalistische Studentenvereniging (NSV!) was georganiseerd. Deze Oostenrijker beweegt zich in neonazikringen en had contact met de terrorist die in 2019 verantwoordelijk was voor de aanslagen in Christchurch.
Nog voordat de GNSV deelnamen aan hun eerste introductiemarkt aan de Radboud Universiteit, werden op sociale media al bezwaren daartegen geuit. Tijdens de markt raakten GNSV'ers slaags met antifascisten, waarna de politie drie leden van de laatstgenoemde heeft aangehouden. Dit geweld werd door burgemeester Hubert Bruls veroordeeld. Er volgde vrijspraak omdat de rechter het onvoldoende bewezen achtte wie er verantwoordelijk was voor de vechtpartij. Naderhand heeft Tom Steenblok, voorzitter van de Knokpartij in de studentenraad, middels een brief aan de universiteit opgeroepen de GNSV in de toekomst weg te houden omdat hun ideeën "haaks staan op de rechten van vrouwen, mensen van kleur en lhbt'ers". De rector magnificus Han van Krieken verklaarde dat de GNSV was gewaarschuwd dat ze alleen welkom waren zolang ze zich niet schuldig maakten aan racisme, seksisme of uitsluiting, en dat de vereniging had toegezegd zich hieraan te houden. In Leiden is de GNSV weggestuurd van de markt, omdat ze hun aanmelding niet op tijd hadden ingediend.
Meershoek ging in 2024 op bezoek bij de Parijse afdeling van de extreemrechtse Franse studentenorganisatie ‘Cocarde Étudiante’. Deze staan in contact met neonazi's. De daarop volgende augustus was de GNSV zowel in Nijmegen als in Leiden welkom om leden te werven op de introductiemarkt. In Leiden protesteerde Leiden tegen Fascisme (LTF) tegen hun aanwezigheid. In Nijmegen hebben leden van de Antifascistische Aktie ongeveer een half uur naast het kraampje van GNSV flyers uitgedeeld, waarin ze de vereniging bestempelden als neonazi's, totdat de beveiliging hen verzocht te vertrekken. Beide universiteiten beroepen zich op de legaliteit van de vereniging als de reden dat zij deze niet weerden. Naar eigen zeggen groeide de vereniging in 2024 van enkele tientallen naar circa veertig leden.
In januari 2025 kondigde de GNSV aan een afdeling in Utrecht te willen starten, met een geplande oprichting in het academisch jaar 2025-2026. Volgens Utrechtse praeses Frank van Breukelen is er "nood aan een rechts geluid" in de stad. De vereniging wil een plek bieden voor politiek geëngageerde studenten die ook het studentenleven willen ervaren. Van Breukelen is fractievoorzitter namens Forum voor Democratie in de Provinciale Staten van Utrecht. Op het moment van deze aankondiging bekleedden Dijk en Meershoek al sinds de oprichting het praesesschap van respectievelijk de Leidse en Nijmeegse afdeling. In de gemeenteraad uitten partijen als als BIJ1, GroenLinks, Student & Starter, PvdA, DENK en Partij voor de Dieren hun zorg over de komst van de vereniging. Wethouder Linda Voortman benadrukte het recht op verenigingsvrijheid, maar stelde dat deze banden “lijnrecht tegenover de waarden van Utrecht als mensenrechtenstad” staan. De Universiteit Utrecht en de Hogeschool Utrecht zeggen geen contact met de vereniging te hebben, en dat eventuele erkenning getoetst zal worden aan bestaande criteria, waaronder het verbod op politieke belangen bij studentenverenigingen.
In maart 2025 plakten leden van de GNSV eigen QR-codes over gemeentelijke codes op straatnaamborden van Prins Bernhard in Utrecht. Daarmee protesteerden ze tegen de toevoeging van informatie over het naziverleden van de prins. Volgens de vereniging is deze toevoeging een aanval op de Nederlandse cultuur en geschiedenis. In de verklaring achter hun QR-code noemden ze het gemeentebeleid “hypocriet”, omdat communistische dictators volgens hen niet op soortgelijke wijze worden ‘gecontextualiseerd’. Diezelfde maand richtten de NSV! en GNSV samen het 'Diets Studentenkartel' op, een samenwerkingsverband.
In juni 2025 legden leden van de vereniging bloemen op het graf van Hans Janmaat, partijleider van de Centrumdemocraten. De GNSV zegt zulke acties te organiseren om meer 'bewustzijn' te creëren voor de rechtse beweging in Nederland. In augustus van dat jaar werd een lid van GNSV opgepakt omdat hij verdacht werd van het voorbereiden een terroristisch misdrijf. Naar aanleiding van dit nieuws schorste de vereniging het lid in kwestie.

## Ideologie en missie
De GNSV beschouwt zich als erfgenaam van een 'Groot-Nederlandse studententraditie' die ontstond met de oprichting van het Dietsch Studentenverbond in de jaren 20. De vereniging profileert zich als een conservatief-rechtse studentenvereniging die binnen de grenzen van de rechtsstaat opereert. Journalist Haro Kraak stelde echter in de Volkskrant dat de GNSV functioneert als een vehikel waarmee het extreemrechtse gedachtegoed van de Geuzenbond zichtbaarder wordt.
De GNSV onderhoudt een warme band met de Vlaamse NSV! en zegt voor een groot deel achter hun gedachtegoed te staan. Beiden hadden hetzelfde citaat van de Vlaams-nationalistische jeugdleider uit het interbellum Ernest Van der Hallen op hun websites staan: ‘Wees radicaal, wees principieel; wees absoluut; wees hetgeen de burger noemt: extremist’.
Deze drie verenigingen – de GNSV, de NSV! en de Geuzenbond – kwamen bij elkaar op het Groot-Nederlands Jongerencongres van 2023. Dit ideologisch streven is gericht op de eenwording of nauwere samenwerking binnen het Nederlandse taalgebied. Het verwerpt het globalisme ten gunste van het nationalisme.
In tegenstelling tot de Geuzenbond zijn er van GNSV bijna geen radicale statements te vinden. Wel zijn er in hun uitingen extreemrechtse hondenfluitjes te vinden, zoals het oké-symbool. Dijk stelt dat de GNSV het stempel extreemrechts verwerpt, omdat het impliceert dat de vereniging met antidemocratische middelen politieke doelen wil bereiken. Volgens Wagenaar moet de ideologie van de GNSV in het verlengde van de Geuzenbond beschouwd worden, die zich in zijn grondslagen beroept op het solidarisme. Deze ideologie zou volgens hem een Vlaamse variant van het klassiek Italiaans fascisme zijn. De GNSV ontkent dat hun leden het klassiek Italiaans fascisme aanhangen.

## Tradities en symboliek
Ook in hun tradities en gebruiken lijkt de GNSV sterk op hun Vlaamse evenknie NSV!. Ze hebben een vrijwel identiek beeldmerk en dragen ook grijze wollen petten die omrand zijn met de kleuren van de vereniging en een sjerp of lint in diezelfde kleuren om de borst. Dit is gebruikelijk bij Vlaamse studentenverenigingen en wordt 'kleurdragen' genoemd. De Leidse afdeling draagt de kleuren rood-wit-groen en de Nĳmeegse afdeling draagt zwart-goud-groen. Door het gebruik van deze studentenattributen lijken zij ook op de Duitse Burschenschaften, studentenverenigingen met een overwegend rechts imago die de GNSV als inspiratie noemt. Officieel wordt de Prinsenvlag niet gebruikt, al duikt die wel op in uitingen op sociale media. Toenmalig praeses Dijk heeft gesteld dat het belangrijk is deze vlag te rehabiliteren van de associatie met de NSB, door deze in de context van de Nederlandse Opstand te plaatsen.
Het initiatieritueel bestaat uit drie onderdelen: eerst is er een ‘dooptocht’, gevolgd door beproevingen in de schachtentijd, die wordt afgesloten met een ontgroening. Verder organiseert de vereniging cantussen en clubavonden, zijn er lezingen, discussieavonden en boekbesprekingen met het oog op ideologische vorming, en worden er campagnes georganiseerd om de ideologie van de vereniging te verspreiden.